# Маринер 4
Маринер 4 (Mariner 4) је америчка свемирска летјелица из програма Маринер, лансирана 1964. са Земље са првенственом намјером да се истражи Марс и пошаљу фотографије прикупљене приликом проласка сонде поред планете. Маринер 4 је послао прве снимке Марса и прве блиске снимке неке планете осим Земље.
Ови снимци су шокирали научну јавност, јер је на снимцима приказана беживотна површина са кратерима слична Мјесечевој. Касније током мисије ће показати да је снимљени дио Марса нетипичан, а снимци су били ниске резолуције и нису показивали занимљиве детаље које ће идуће мисије открити.

## Опрема летјелице
Сонда је имала октагоналну конструкцију од магнезијума, 1.270 mm по дијагонали и 457 mm висине. Четири соларна панела су била причвршћена на шасију са распоном од 6,88 m.
Параболичка антена великог појачања пречника 1168 mm и друга мања омнидирекциона антена су биле монтиране на стубу, па је укупна висина сонде износила 2.890 mm.
Електронска опрема, погонски систем и каблови су монтирани унутар октогоналног дијела, а телевизијска камера и научна опрема је монтирана изван основне кутије.
Научни инструменти су били:
- ТВ камера
- магнетометар
- скупљач прашине
- телескоп за космичке зраке,
- 2 радијациона детектора
- мјерач сунчеве плазме.

Снага је долазила од соларних панела, који су могли да произведу 310 W у околини Марса. Батерија је била од 1.200 W*h, пуњива.
Хидразинско гориво је кориштено за ракетни мотор потиска 222 N, за маневре.
Контрола нагиба је вршена са азотним млазницима монтиранима на крајевима соларних панела и са 3 жироскопа.
Позиција је утврђивана са 4 Сунчева сензора, и по један сензор за Земљу, Марс и Звијезду Канопус.
Радио веза је остваривана са 2 предајника у С таласном подручју (7–10 W)
и са једним пријемником који је примао податке на 8 или 33 бита у секунди.
Подаци су спремани на магнетску траку капацитета 5,24 милиона бита.
Операције су контролисане са Земље преко командног система који је могао да прими 29 директних команди и 3 командне ријечи за корекцију путање.
Централни рачунар је користио фреквенцију 38,4 KHz за синхронизацију команди.
Контрола температуре је постигнута са подесивим отворима на електронским склоповима, уз кориштење вишеслојне изолације, алуминијумских штитова и посебних боја.

## Истраживања
Маринер 4 је пролетио поред Марса 14. и 15. јула 1965. године.
Летјелица је у тренутку пролета била удаљена 9.846 km од површине Марса. Слике су снимљене на магнетску траку и послате на Земљу послије пролаза поред Марса. Пренос слика је трајао од 15. јула до 3. августа, а све слике су послате 2 пута да се отклоне могуће грешке.
21 потпуна фотографија је снимљена и послата на Земљу. Због споре везе (8–33 битова у секунди) и пионирске технике, квалитет снимака је био лош, па су се могли разазнати само већи детаљи на малом дијелу површине Марса (1%) који је снимљен.
Укупни подаци који су послати су имали само око 5,2 милиона битова (634 Килобајта). Из података који су добијени процијењене су вриједности: притисак на површини 410 до 710 Паскала, површинска дневна температура од око -100 °C и одсуство магнетског поља.
Овакви подаци су уздрмали тадашње увјерење о интелигентним бићима на Марсу, и почела су озбиљнија разматрања о могућностима живота микроорганизама у измјереним реалним условима.